# Harpullia pendula
Harpullia pendula, conocida como tulipanero o árbol de los tulipanes es un árbol pequeño a mediano, de Australia. El tamaño pequeño, forma agradable y atractiva fruta aseguran la popularidad de este árbol ornamental. La gama de distribución natural es desde el río Bellinger en la norteña Nueva Gales del Sur a Coen en la tropical Queensland. Se presenta en varios tipos de bosque lluvioso, cerca de arroyos, o en bosques secos sobre suelos basálticos o aluviales; en selva tropical y subtropical. Muy a menudo en forestaciones urbanas, como en San Ives en Nueva Gales del Sur.

## Descripción
Árbol de tamaño mediano, de hasta 24 m de altura y un diámetro de tallo de 6 dm y suele verse mucho más pequeño. Como árbol callejero, en su mayoría tiene menos de 6 m de altura con una corona atractiva y bien formada. El tronco es de forma irregular, a menudo estriado. La corteza es gris y escamosa.

### Hojas
Las hojas son pinnadas y alternadas en el tallo. Hay de tres a ocho foliolos, en su mayoría de 5 a 12 cm de largo, de 2 a 5 cm de ancho. Textura membranácea, glabros en el haz y puberulentos o glabrescentes en el envés, con peciólulos de 3-6 mm de largo. Inflorescencias en panículas axilares de 20-25 cm de longitud, pubescentes. Foliolos sin dientes, elípticos o estrechamente elípticos. Con un punto romo corto en la punta. A menudo la base de la hoja es desigual. La venación de hojas se ve claramente en ambos lados, la nervadura central se levanta en ambas superficies

### Flores
La floración se desarrolla en panículas de noviembre a enero, siendo verdoso amarillenta, de 15 mm en diámetro; sobre pedicelos de 5-10 mm de largo; cáliz con sépalos de oblongos a suborbiculares, de 4-5 mm de largo, de tomentosos a puberulentos, caducos; corola con pétalos unguiculados, de 7-8 mm de largo, auriculados en la base, pubescentes en la cara interna. Androceo con 8 estambres, más largos que el cáliz. Ovario tomentoso; estilo de 5-10 mm de largo, contorto.

### Fruto y regeneración.
La fruta se forma de agosto a octubre, siendo una cápsula de dos lóbulos, colores de amarillo a rojo.  Fruto subsésil, transversalmente elipsoidal, de 13-25 mm de longitud, amarillento o rojizo, con dos lóbulos subglobosos, cada uno de ellos con 1 semilla de escaso arilo. A veces contiene dos semillas brillantes de color negro o marrón oscuro. La fruta colorida es una de las características más atractivas de esta planta ornamental. Se aconseja la semilla fresca para la regeneración. Las semillas germinan fácilmente de dos semanas a dos meses.

## Usos
Árbol ornamental popular. La madera está bien considerada. Excelente para tornería y madera de gabinete. Grano fino, resistente, pesado y duradero. Tiene crecimiento algo lento.

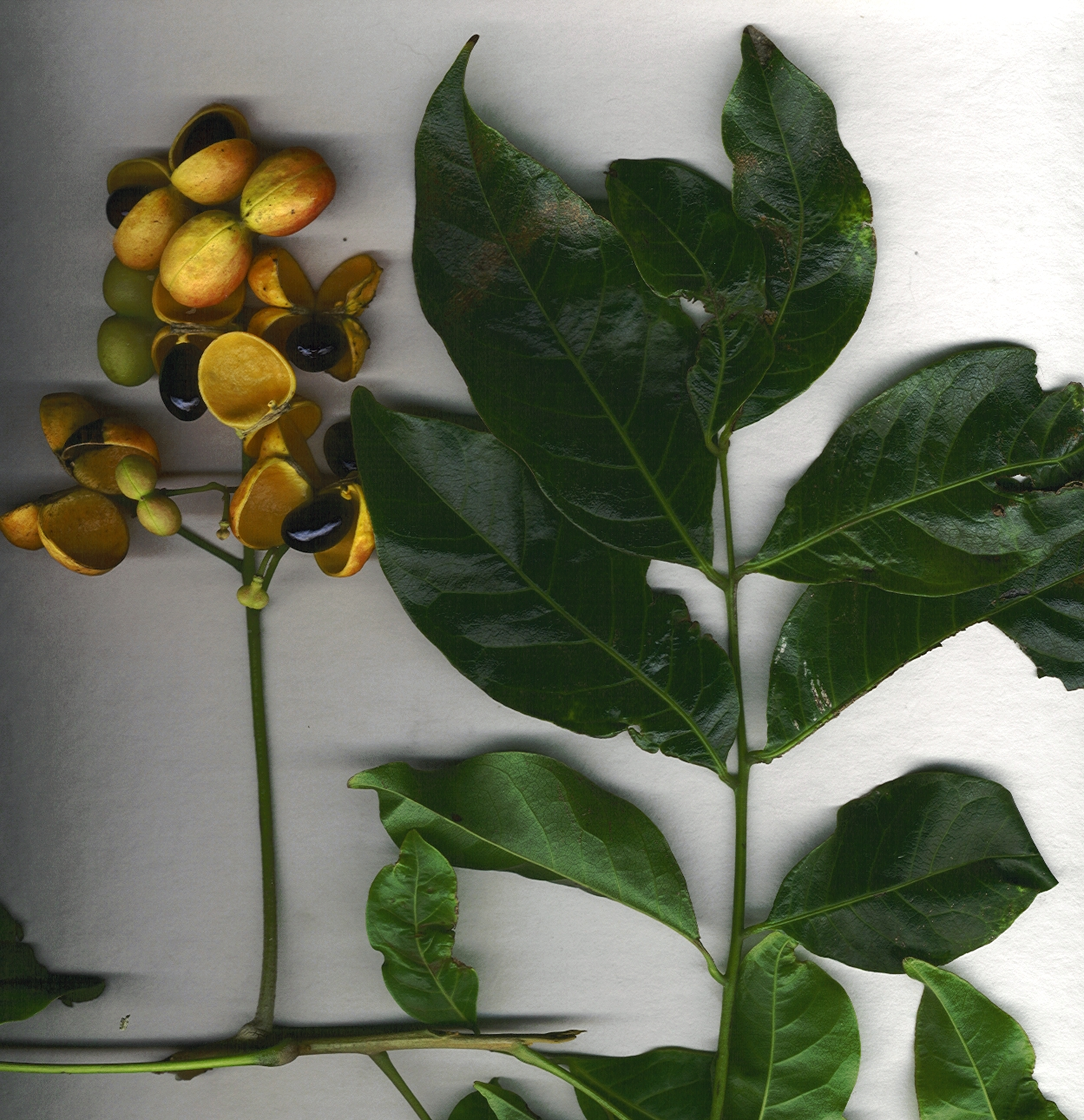
frutos y hojas